# Isopogon pruinosus
Isopogon pruinosus (лат.) — кустарник, вид рода Изопогон (Isopogon) семейства Протейные (Proteaceae), эндемик юго-запада Западной Австралии. Раскидистый куст с узкими яйцевидными листьями и шаровидными или эллиптическими цветочными головками из розовых цветков.

## Ботаническое описание
Isopogon pruinosus — кустарник до 2 м в высоту и ширину с более или менее гладкими коричневатыми ветвями. Листья сизые, попеременно расположены по веточкам, края гладкие. Листья узкие, яйцевидной формы с более узким концом к основанию, 30-85 мм в длину и 6-20 мм в ширину, сужающиеся к черешку, который расширяется к его основанию. Цветки расположены в сидячих, сферических или эллиптических цветочных головках из шестнадцати-тридцати двух цветков. Соцветия 15-25 мм в диаметре с тремя-четырьмя рядами широко яйцевидных обволакивающих прицветников у основания. Цветки красные или розовые, опушённые, волоски прижаты к поверхности. Плод представляет собой опушённый орех длиной около 3,5 мм, сросшийся с другими в виде сферической плодовой головки диаметром 8-12 мм в длину.

## Таксономия
Впервые этот вид был описан в 2010 году Майклом Клайдом Хислопом и Барбарой Линетт Рай в журнале Nuytsia. В том же журнале Хислоп и Рай описали два подвида, и их названия приняты при переписи растений Австралии:
- Isopogon pruinosus subsp. glabellus Hislop & Rye[5] имеет листья 30-45 мм в длину и 6-10 мм в ширину, наиболее широкие выше середины или почти одинаковой ширины на всём протяжении. Цветки имеют длину 11-15 мм и появляются в мае, июне или сентябре. Этот подвид в основном отличается от автонима наличием обволакивающих прицветников, которые являются гладкими или почти такими же[3][6].
- Isopogon pruinosus Hislop & Rye subsp. pruinosus[7] имеет листья длиной 25-85 мм и шириной 4-17 мм, наиболее широкие выше середины. Цветки 15-21 мм в длину и появляются в мае, июле, августе или сентябре. У этого подвида густо опушённые обволакивающие прицветники[8].

Видовой эпитет — от латинского pruinosus, что означает «замороженный или покрытый инеем» и относится к белому налёту, который обычно присутствует на этом виде. Эпитет подвида glabellus означает «без волосков» и относится к почти голым обволакивающим прицветникам этого подвида.

## Распространение и местообитание
Эндемик Западной Австралии. Оба подвида Isopogon pruinosus растут в эвкалиптовых или малолистных лесах в биогеографических регионах Эйвон-Уитбелт, Эсперанс-Плейнс и Малли. Подвид glabellus встречается от Корригина к северу от Хайдена, а подвид pruinosus — от юго-запада Хайдена до национального парка Фрэнка Ханна с отдельной популяцией в национальном парке Фицджералд-Ривер.

## Охранный статус
Оба подвида I. pruinosus классифицированы Департаментом парков и дикой природы правительства Западной Австралии как «не находящиеся под угрозой исчезновения». Международный союз охраны природы классифицирует природоохранный статус вида как «уязвимый».